# Porotrichella
Porotrichella là một chi rêu trong họ Pterobryaceae.